# Oreomunnea
Oreomunnea là một chi two loài thực vật có hoa thuộc họ Juglandaceae, bản địa của phía nam México và Trung Mỹ, where they occur in montane rừng mưa.
Chúng là cây gỗ lớn cao tới 35 m, với lá hình lông chim có bốn tới tám lá chét; không giống các chi khác thuộc họ Juglandaceae, lá mọc đối từng cặp. Quả hạch đường kínhkhoảng 1 cm, với một cánh ba thuỳ.
Species
- Oreomunnea mexicana (Standl.) J.-F.Leroy
- Oreomunnea pterocarpa Oerst.